# South Park: The Stick of Truth
South Park: The Stick of Truth är ett datorrollspel utvecklat av Obsidian Entertainment i samarbete med South Park Digital Studios och gavs ut av Ubisoft under mars 2014 till Playstation 3, Xbox 360 och Microsoft Windows. Spelet är baserat på den amerikanska animerade TV-serien South Park, där spelaren tar rollen som det tystlåtna barnet New Kid, som just har flyttat till den självbetitlade staden och blir inblandad i ett episkt fantasyrollspelskrig mellan människor, trollkarlar och alver, som kämpar för att ta kontrollen över den allsmäktiga staven (som egentligen består av en vanlig pinne): Stick of Truth. Deras lek eskalerar snabbt till en konflikt som även involverar utomjordingar, nazistiska zombies och tomtar, vilka hotar att förinta hela staden.
Utvecklingen av spelet började år 2009, då Trey Parker och Matt Stone, skaparna av South Park, diskuterade med Obsidian om att göra ett rollspel som syftar till att se ut precis som TV-serien. Parker och Stone var med under hela spelets produktion: de skrev manus till spelet, gav råd om utformningen av spelet och gjorde röster till flera av spelets karaktärer. Spelets produktion var turbulent, dess releasedatum sköts upp flera gånger från sitt ursprungliga datum mars 2013, men som till slut gavs ut i mars 2014. Man bytte även utgivare, efter THQ:s konkurs, som var den ursprungliga utgivaren av spelet. Spelets rättigheter köptes av Ubisoft i början av 2013.
Spelet blev censurerat i vissa regioner på grund av sitt innehåll, vilket inkluderar aborter och nazistiska bildspråk. Parker och Stone ersatte scenerna med detaljerade förklaringar om vad som händer i varje scen. The Stick of Truth fick en hel del positiva recensioner, som beundrade spelets komiska manus, design och trohet till källmaterialet. Spelet fick kritik för dess brist av utmaning under strider, samt för vissa tekniska problem.
Spelet följdes upp med ett snarlikt spel, South Park: The Fractured but Whole, där vissa förändringar gjorts i spelupplevelsen.

## Röstskådespelare
- Trey Parker - Stan Marsh / Eric Cartman / Randy Marsh / Stephen Stotch / Clyde Donovan / Jimmy Valmer / Timmy / Mr. Garrison / Mr. Mackey / Ned Gerblanski / Officer Barbrady / Phillip / Tuong Lu Kim / Santa Claus / Mr. Tweek / Pete / Underpants Gnomes / Mr. Hankey / Frog King / Sparrow Prince / Catatafish / Al Gore / Ned / Sergeant Yates / Big Bad Government Guy / Morgan Freeman / Olika röstroller
- Matt Stone - Kyle Broflovski / Kenny McCormick / Butters Stotch / Scott Malkinson / Tweek Tweak / Michael / Gerand Broflovski / Jesus / Terrance / Jimbo / Olika röstroller
- Mona Marshall - Henrietta Biggle / Red / Sheila Broflovski / Linda Stotch / Mrs. Biggle / Unplanned Parenthood Clerk / Olika röstroller
- April Stewart - Wendy Testaburger / Annie / Shelley Marsh / Liane Cartman / Allie Nelson / Carol McCormick / Esther / Jessie / Jessie Rodriguez / Kelly Gardner / Kelly Palmer / Lola / Millie / Nelly / Principal Victoria / Sharon Marsh / Mrs. Tweek / Flora / Jenny / Sally / Amber Hankey / Snuke / Mayor McDaniels / Olika röstroller
- Adrien Beard - Token Black
- John "Nancy" Hansen - Mr. Slave
- True List - Firkle / Ike Broflovski / Filmore / Billy / Quaid
- Jennifer Howell - Bebe Stevens
- Jessica Makinson - Heidi Turner
- Colleen O'Shaughnesse - Karen McCormick / New Kid's Mother
- Stanley G. Sawicki - New Kid's Dad
- Isaac Hayes - Chef (arkivljud)
- Tian Wang - Mongolian Kids
- Adolf Hitler - Nazi Zombies
- Eric Stough - Olika röstroller
- Robert Amstler - Olika röstroller